# Giuseppe Di Mare
Giuseppe Di Mare (Pompeya, 28 de marzo de 1997) es un deportista italiano que compite en remo.
Ganó tres medallas en el Campeonato Mundial de Remo entre los años 2017 y 2019, y una medalla de bronce en el Campeonato Europeo de Remo de 2017.

## Palmarés internacional
| Campeonato Mundial | Campeonato Mundial        | Campeonato Mundial | Campeonato Mundial     |
| Año                | Lugar                     | Medalla            | Prueba                 |
| ------------------ | ------------------------- | ------------------ | ---------------------- |
| 2017               | Sarasota (Estados Unidos) | Medalla de plata   | Dos sin timonel ligero |
| 2018               | Plovdiv (Bulgaria)        | Medalla de oro     | Dos sin timonel ligero |
| 2019               | Ottensheim (Austria)      | Medalla de oro     | Dos sin timonel ligero |
| Campeonato Europeo |                           |                    |                        |
| Año                | Lugar                     | Medalla            | Prueba                 |
| 2017               | Račice (República Checa)  | Medalla de bronce  | Dos sin timonel ligero |